# Scoliacma ochracea
Scoliacma ochracea är en fjärilsart som beskrevs av George Thomas Bethune-Baker 1910. Scoliacma ochracea ingår i släktet Scoliacma och familjen björnspinnare. Inga underarter finns listade.